# Grevillea elbertii
Grevillea elbertii là một loài thực vật có hoa trong họ Quắn hoa. Loài này được Sleumer miêu tả khoa học đầu tiên năm 1955.